# Elaeoselinum
Elaeoselinum  es un género  perteneciente a la familia Apiaceae. Comprende 21 especies descritas y de estas, solo 5 aceptadas.

## Taxonomía
El género fue descrito por W.D.J.Koch ex DC. y publicado en Prodromus Systematis Naturalis Regni Vegetabilis 4: 215. 1830. La especie tipo es: Elaeoselinum meoides (Desf.) W.D.J.Koch ex DC.	

## Especies
A continuación se brinda un listado de las especies del género Elaeoselinum aceptadas hasta septiembre de 2012, ordenadas alfabéticamente. Para cada una se indica el nombre binomial seguido del autor, abreviado según las convenciones y usos.
- Elaeoselinum asclepium (L.) Bertol.
- Elaeoselinum foetidum (L.) Boiss.
- Elaeoselinum fontanesii (Desf.) Boiss.
- Elaeoselinum meoides (Desf.) W.D.J.Koch ex DC.
- Elaeoselinum tunetanum Brullo, Miniss. & Terrasi